# Lajkonik (Dolina Będkowska)
Lajkonik – skała w Dolinie Będkowskiej na Wyżynie Krakowsko-Częstochowskiej. Znajduje się w orograficznie lewych zboczach tej doliny, pomiędzy Sokolicą a Wąwozem Będkowickim, administracyjnie w granicach wsi Będkowice w województwie małopolskim, w powiecie krakowskim, w gminie Wielka Wieś. Poniżej niej znajduje się widoczna z dna doliny Baszta nad Wodą.
Zbudowany z wapieni Lajkonik znajduje się w bukowym lesie. Ma wysokość 14–18 m i jest obiektem wspinaczki skalnej. Ściany miejscami połogie, miejscami pionowe z filarami, kominami i zacięciami. Wspinacze skalni zaliczają go do Grupy Wysokiej. Na ścianie zachodniej, południowej i południowo-zachodniej poprowadzili 4 drogi wspinaczkowe o trudności od V- do VI.1+ w skali polskiej. Tylko jedna droga ma zamontowane stałe ringi (r).

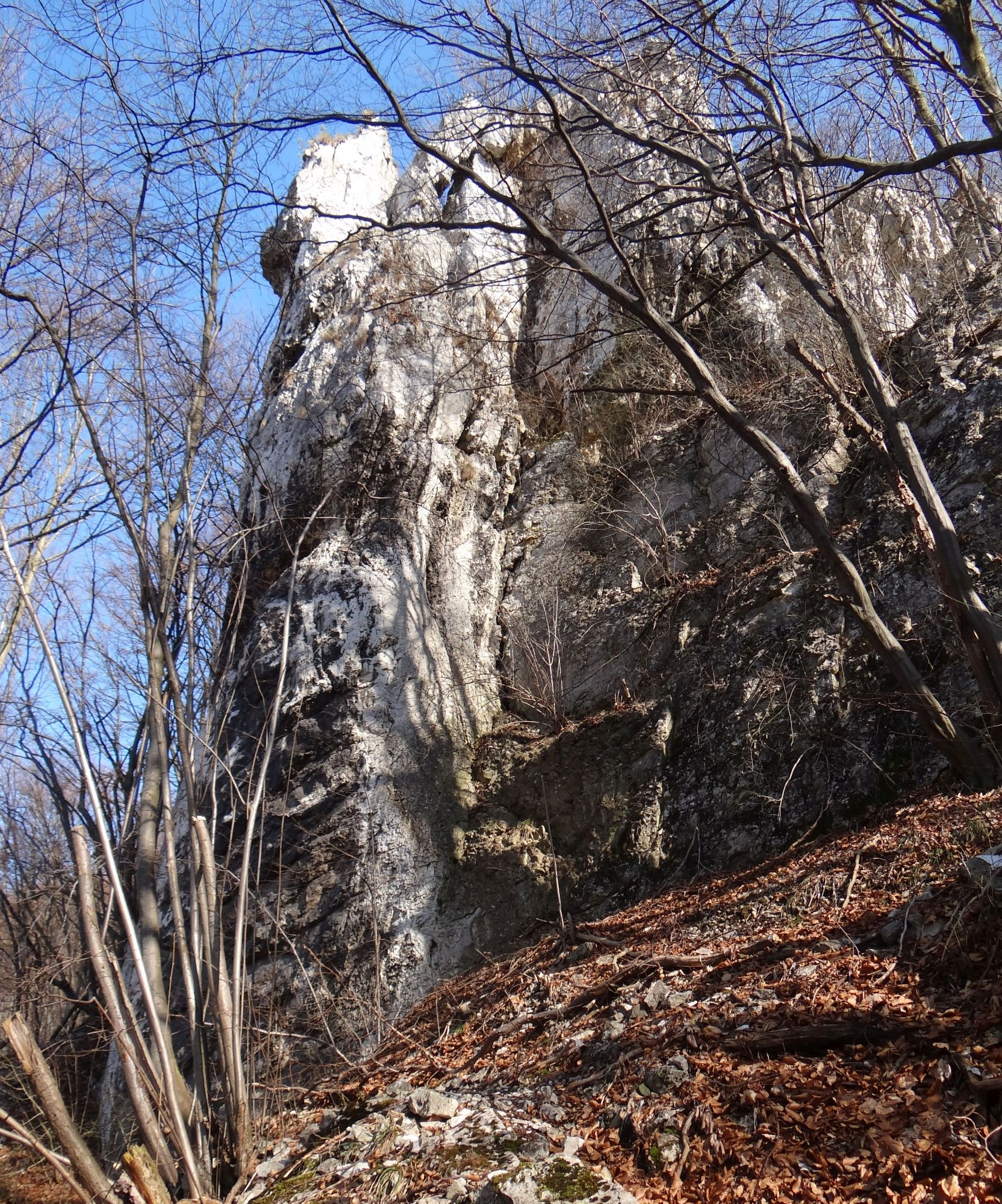
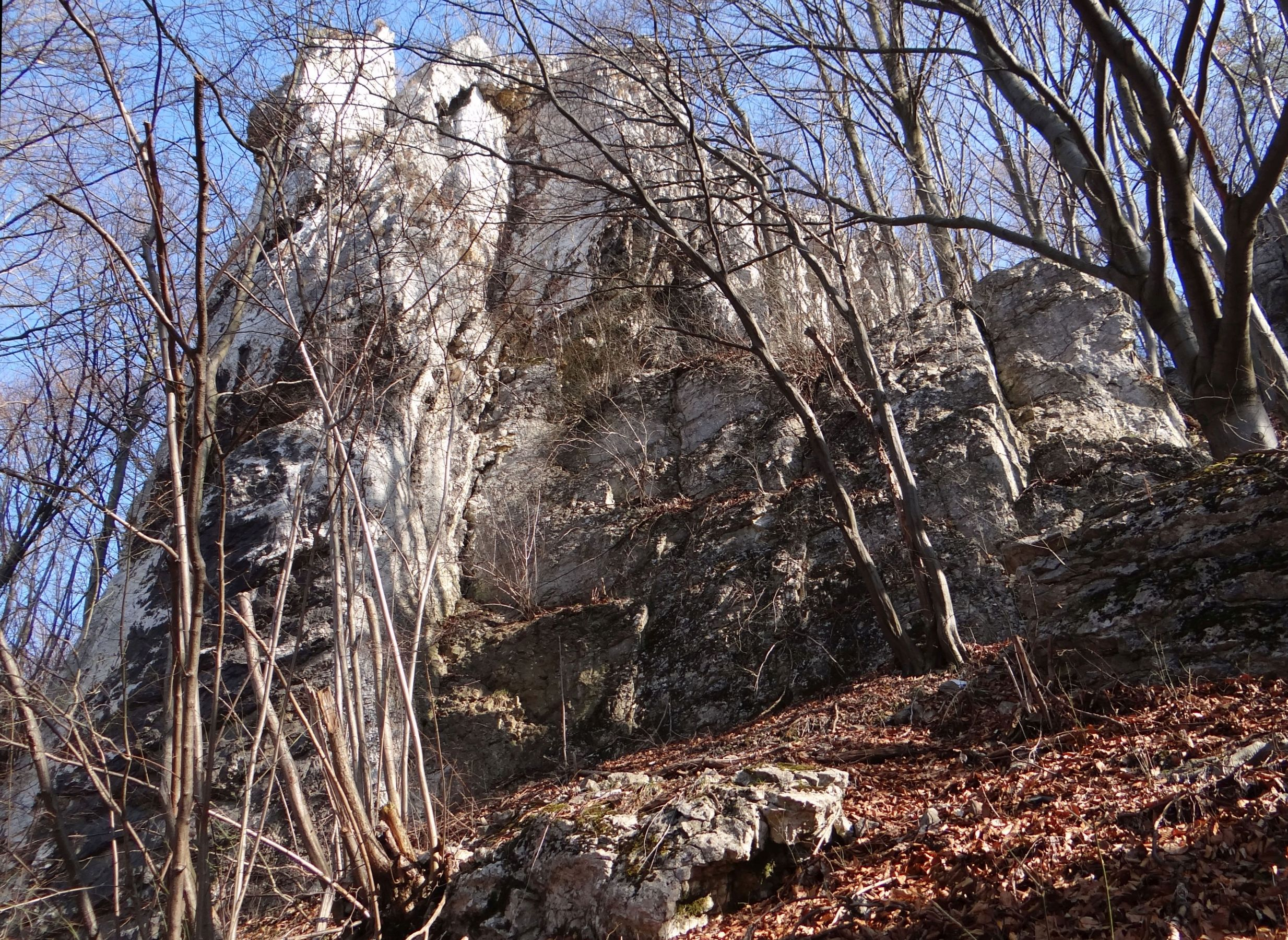
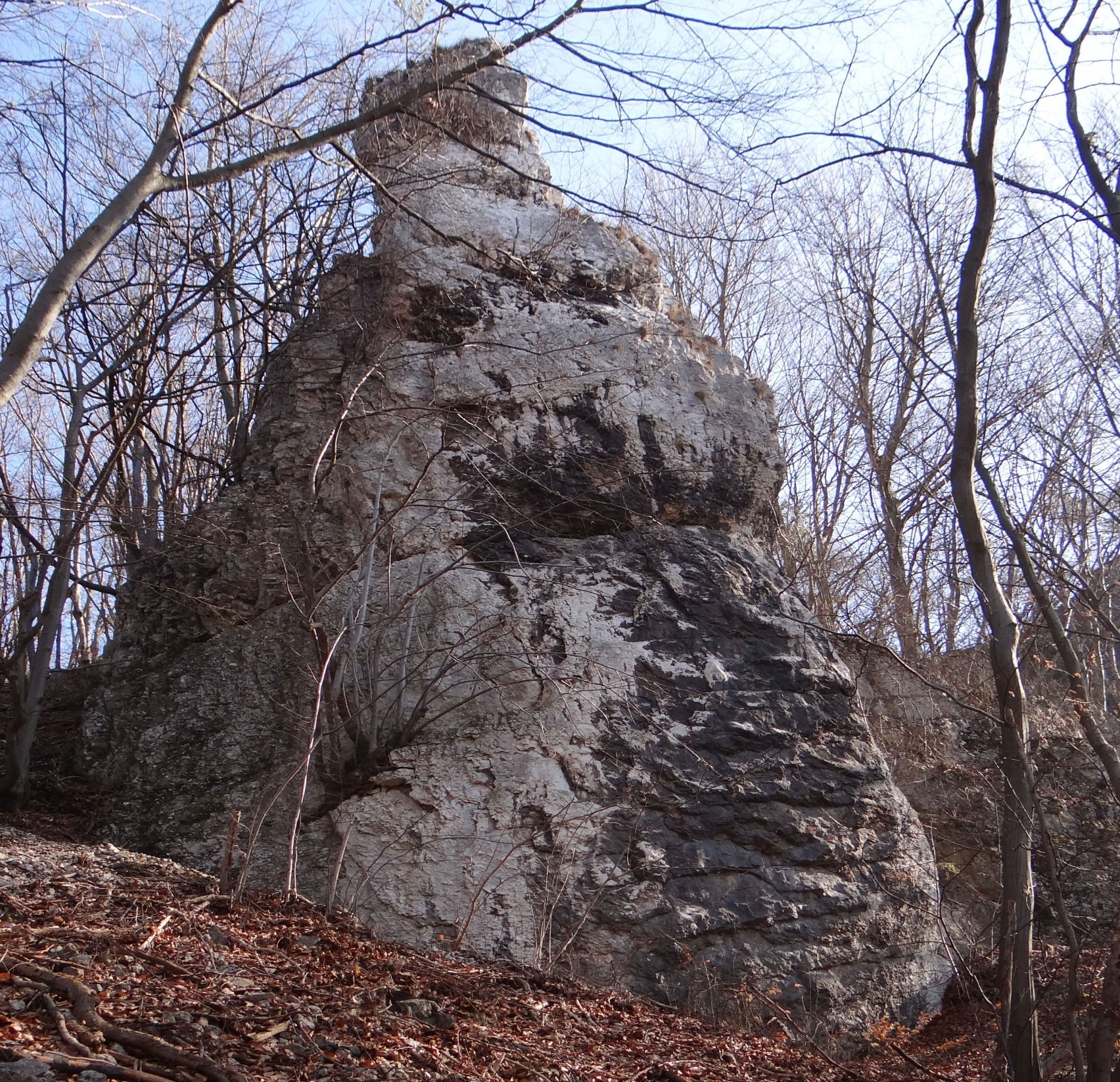

1. Fly killer; 4r, VI.1+, 18 m
2. Lewe zacięcie; V-, 18 m
3. Środkowe zacięcie; V, 14 m
4. Prawe zacięcie; V-, 14 m